# 게노스
고대 그리스에서 게노스(Genos, 복수형: gene)는 공통의 조상을 주장하는 사회 단체이다. 대부분이 귀족 가문으로 구성된다. 게노스는 아테네에서 두드러진다.

## 참고 자료
- Fine, John V.A. The Ancient Greeks: A Critical History. Harvard University Press, 1983. ISBN 0-674-03314-0
- Hornblower, Simon, and Anthony Spawforth ed. The Oxford Classical Dictionary. Oxford University Press, 2003. ISBN 0-19-866172-X